# Classe de terminale française
 (signalé en août 2025).
Si vous disposez d'ouvrages ou d'articles de référence ou si vous connaissez des sites web de qualité traitant du thème abordé ici, merci de compléter l'article en donnant les références utiles à sa vérifiabilité et en les liant à la section « Notes et références ».
- Archive Wikiwix
- Bing
- Cairn
- DuckDuckGo
- E. Universalis
- Gallica
- Google
- G. Books
- G. News
- G. Scholar
- Persée
- Qwant
- (zh) Baidu
- (ru) Yandex
- (wd) trouver des œuvres sur Wikidata

Pour un article plus général, voir Lycée en France.
Pour les articles homonymes, voir Terminale.
En France, la classe de terminale est la troisième et dernière année du lycée (après la classe de première).

## Voies

La classe de terminale dans les études secondaires en France.

| Niv 4 Bac +0 17 |                                   | Baccalauréat général Arts, SES, SVT, HGGSP, Humanités, LCA, LLCE, Maths, PC, NSI, SVT, SITerminale générale |                                   | Baccalauréat technologique STAV, ST2S, STD2A, STMG, S2TMD, STI2D, STHR, STLTerminale technologique |                     | Baccalauréat professionnel Alimentaire, Vente, Beauté, Bâtiment, Santé, Design, Véhicules, NumériqueTerminale professionnelle | BMA                                   | BP                                    | CS5 CS4 CS3                           | BM                                    | BTM |
| Niv 3 16        | Première générale                 | Première technologique                                                                                      | Première professionnelle          | CAP 2e année                                                                                       | CAP 2e année        | CAP 2e année | CAP 2e année                          | CAP 2e année                          |                                       |                                       |     |
| 15              | Seconde générale et technologique | Seconde générale et technologique                                                                           | Seconde générale et technologique | Seconde professionnelle                                                                            | CAP 1re année       | CAP 1re année | CAP 1re année                         | CAP 1re année                         | CAP 1re année                         |                                       |     |
| RNCP Âge        | Lycée général                     | | Lycée technologique               | | Lycée professionnel | Centre de formation d'apprentis (CFA)                                                                                         | Centre de formation d'apprentis (CFA) | Centre de formation d'apprentis (CFA) | Centre de formation d'apprentis (CFA) | Centre de formation d'apprentis (CFA) |     |

### Voie générale
La classe de terminale est composée d'enseignements communs, de deux enseignements de spécialité et d'enseignements optionnels. Avant la fin de sa première générale, l'élève choisit de conserver uniquement deux enseignements de spécialité qu'il poursuivra en terminale.
Dans la filière générale, on distingue 12 enseignements de spécialité :
- arts (arts plastiques, cinéma-audiovisuel, danse, histoire des arts, musique ou théâtre)
- biologie-écologie (uniquement dans les lycées d'enseignement général et technologique agricoles)
- histoire-géographie, géopolitique et sciences politiques
- humanités, littérature et philosophie (HLP)
- langues et cultures de l'Antiquité (LCA) : latin ou grec ancien
- langues, littérature et cultures étrangères (LLCE) : anglais, espagnol, allemand ou italien
- mathématiques
- numérique et sciences informatiques (NSI)
- physique-chimie
- sciences économiques et sociales (SES)
- sciences de l'ingénieur (SI)
- sciences de la vie et de la Terre (SVT)

### Voie technologique
Dans la filière technologique, on distingue :
- la terminale STI2D,
- la terminale STL,
- la terminale STD2A,
- la terminale ST2S,
- la terminale STMG,
- la terminale S2TMD,
- la terminale STHR,
- la terminale STAV.

### Voie professionnelle
On parle aussi de terminale professionnelle dans les filières professionnelles.